# Halverson Peak
Halverson Peak är en bergstopp i Antarktis. Den ligger i Östantarktis. Nya Zeeland gör anspråk på området. Toppen på Halverson Peak är 1 710 meter över havet.
Terrängen runt Halverson Peak är kuperad åt nordost, men åt sydväst är den platt.  Trakten är obefolkad. Det finns inga samhällen i närheten. 